# Jan Machiel Reyskens
Jan Machiel Reyskens (Genk, 11 mei 1878 – Dordrecht, 7 januari 1990) was vanaf 8 december 1987 gedurende 2 jaar en 30 dagen de oudste inwoner van Nederland, na het overlijden van de 111-jarige Christina van Druten-Hoogakker. Hij was al vanaf 12 januari 1987 de oudste man in Nederland, na het overlijden van de 109-jarige Albert Geerlings. Hij heeft echter altijd de Belgische nationaliteit behouden. Bij zijn overlijden was Reyskens 'officieel' de op een na oudste man ter wereld, na de 112-jarige Welshman John Evans. Hij was op dat moment ook de op vier na oudste man ter wereld ooit.

## Levensloop
Reyskens werd geboren in Gelieren, een gehucht van de Belgische gemeente Genk, als zoon van Michael Reyskens (1811-1886) en diens derde vrouw Agnes Hamal (1848-1892). Zijn vader was landbouwer op een grote boerderij. Na diens dood hertrouwde zijn moeder met Petrus Joannes Jansen (1842-?). Agnes stierf in mei 1892 in het kraambed, waardoor Jan Machiel onder de voogdij van zijn stiefvader kwam te staan.
In 1897, op 19-jarige leeftijd, lootte hij zich vrij van de legerdienst. Omdat het niet klikte met zijn stiefvader, vertrok hij uit Genk. Na omzwervingen in Bilzen, Herstal, Charleroi (waar hij mijnwerker was) en Brussel trok Reyskens te voet naar Nederland, en kwam hij in Eindhoven terecht. Hij huwde er met een Eindhovense en had met haar twee kinderen: een jongen en een meisje. 
In 1917 vestigde het gezin zich definitief in Dordrecht, aan de Reeweg. Hij vond er werk in de plaatselijke kunststoffabriek en ging in 1947, op 69-jarige leeftijd, met pensioen. Met zijn kinderen, die beiden naar Australië waren geëmigreerd, was het contact verbroken. Zijn echtgenote stierf in 1964 en Reyskens bleef alleen wonen tot in 1977, toen hij op bijna 99-jarige leeftijd een licht hartinfarct kreeg. 
Hij verhuisde in april van dat jaar naar Huize Avondzon, het bejaardentehuis van het Leger des Heils. Fysiek verging het Reyskens vrij goed tot een week voor zijn dood ruim 12 jaar later: om zich te verplaatsen maakte hij enkel gebruik van een wandelstok. Ook op mentaal gebied bleef hij alert.

## Opvolging
De laatste week van zijn leven ging Reyskens sterk achteruit, en hij overleed op 7 januari 1990 op de leeftijd van 111 jaar en 241 dagen. Zijn opvolger als oudste ingezetene van Nederland was Trijntje Jansma-Boskma. Als oudste man van Nederland werd hij opgevolgd door Cornelis Petrus Jansen. Hij is anno 2022 nog steeds houder van het Nederlandse leeftijdsrecord voor mannen.